# Бурлей, Сергей Иванович
Серге́й Ива́нович Бурле́й (15 (27) января 1861 — 1920, Севастополь) — контр-адмирал (1913) Российского Императорского флота, в 1914—1917 годах — градоначальник Севастополя. В 1917—1918 годах — военный деятель Украинской народной республики, Украинской державы и Крымской республики, с 18 июня 1918 — командующий союзным Крымско-украинским флотом (флотилией). В 1919—1920 годах — участник «белого» движения в Крыму.

## Биография
Из потомственных дворян Полтавской губернии происхождением из малороссийской мелкопоместной казацкой старши́ны; сын офицера Ивана Фёдоровича Бурлея, дослужившегося до чина подполковника. Православного вероисповедания.
В 1881 году, по окончании учебного курса штурманского отделения Технического училища Морского ведомства в Кронштадте, произведен в кондукто́ры Корпуса флотских штурманов (на военной службе на флоте считался с 1878 года, с переходом в старший класс Технического училища). С 1982 года — прапорщик Корпуса флотских штурманов; с 1885 года — подпоручик, с 1889 года — поручик, с 1893 года — штабс-капитан того же Корпуса флотских штурманов.
В 1894 году окончил гидрографическое отделение Николаевской Морской академии в Санкт-Петербурге.
В 1896 году был переведен из Корпуса флотских штурманов в строевой состав Флота лейтенантом (со старшинством с 1893 года). С 1903 года — капитан 2-го ранга (старшинство с 06.04.1903), с 1908 года — капитан 1-го ранга (старшинство с 13.04.1908).
Служил на Черноморском флоте в Севастополе. В 1902—1903 годах — старший офицер минного крейсера «Гридень», в 1903—1904 годах — старший офицер минного транспорта «Буг».
В 1904—1906 — командир миноносца «Жаркий», в 1906—1908 — командир канонерской лодки «Уралец». В 1908—1910 годах — командир бронепалубного крейсера «Аскольд» Сибирской военной флотилии.
В 1912—1913 годах — исправлял должность командира Керченского порта. В конце 1913 года за отличие по службе был произведен в контр-адмиралы (старшинство с 06.12.1913).
В 1914—1917 годах — исправляющий должность градоначальника Севастополя (с 09.12.1913 был откомандирован в ведомство Министерства внутренних дел, с зачислением по флоту). Одновременно, с 01.01.1915, — адмирал, состоящий для поручений при командующем флотом Чёрного моря. На 1916 год — был женат, имел одного сына.

### В 1917—1920 годах
После Февральской революции в Петрограде контр-адмирал Бурлей стал на позиции украинского национального движения, поддерживал украинизацию Черноморского флота.
После Октябрьской революции в Петрограде, с конца ноября 1917 года, он — в составе Генерального Секретариата Морских дел УНР. В апреле 1918 года, после ухода большевиков из Крыма, выступал за подчинение Черноморского флота украинской Центральной Раде. После окончательного перехода флота на украинскую сторону был назначен в штаб Черноморского флота Украинской державы. Однако, в начале мая 1918 года часть кораблей Черноморского флота, подчинившись приказу правительства Советской России, подняв красные флаги, ушла из Севастополя в Новороссийск, где часть из них была затоплена.
18 июня 1918 года из остававшихся в Севастополе и вернувшихся из Новороссийска кораблей был организован «Крымско-украинский флот» — союзный флот Украинской державы и Крымской республики, подконтрольный германскому командованию. Командовать этим флотом (флотилией) поручили контр-адмиралу Бурлею, который к тому времени состоял заместителем (по морским делам) военного министра Крымского краевого правительства.
В конце 1918 года, после антигетманского переворота на Украине, бо́льшая часть личного состава «крымско-украинского флота» перешла на сторону Вооружённых сил Юга России, в том числе и адмирал Бурлей. В 1920 году он преподавал науки на курсах при Дирекции маяков и лоций Чёрного и Азовского морей в Севастополе.
В ноябре 1920 года контр-адмирал Бурлей отказался от эвакуации и вскоре был арестован большевиками. Скончался от разрыва сердца в заключении.

## Награды
Российской империи:

ордена:
- Святого Станислава 3-й степени (1892)[4]
- Святой Анны 3-й степени (1897)[4]
- Святого Станислава 2-й степени (06.11.1907)
- Святой Анны 2-й степени (25.03.1912)
- Святого Владимира 4-й степени с бантом (1908), — ...за 25-летнюю в офицерских чинах беспорочную службу
- Святого Владимира 3-й степени (06.12.1914)
- Святого Станислава 1-й степени (06.12.1915)

медали:
- «В память царствования императора Александра III» (1896)
- «В память 300-летия царствования Дома Романовых» (1913)
- «В память 200-летия морского сражения при Гангуте» (1915)

знаки отличия:
- Знак Морской академии (1894)
- Серебряный знак «В память окончания курса Морского инженерного училища Императора Николая I» (1910)

Иностранные награды:
- Болгарский орден «За военные заслуги» 4-й степени (офицерский крест; 1903)